# Вухань звичайний
Вухань звичайний, вухань бурий (Plecotus auritus) — вид рукокрилих родини лиликових (Vespertilionidae). Один із 6 видів роду, один із 2 видів роду у фауні України. Поширений в Європі й окремих районах Західної Азії. Раритетний вид, занесений до Червоної книги України та ряду інших природоохоронних документів.

## Зовнішній вигляд

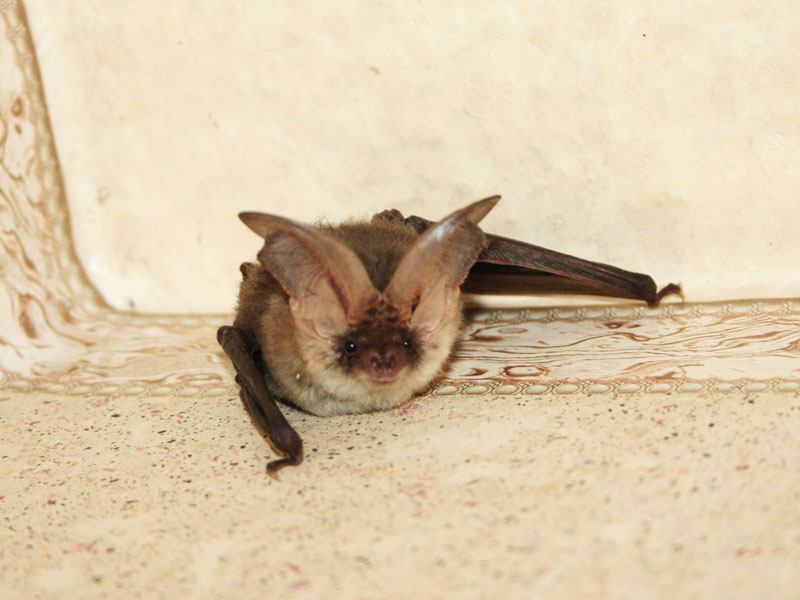
Вухань бурий в оселі

Дорослий вухань звичайний має довжину тіла 4.5–4.8 см, хвіст 4.1–4.6 см, довжина крил 4–4.2 см, вуха 3.3–3.9 см в довжину, зрослі при основі, вершини траґусів вуха світліша за решту тіла. Хутро на спині жовто-коричневого або коричневого кольору, живіт білуватий. Мембрани крил попелясто-коричневі.
Над очима є великі (більші за око) бородавки; кінець морди позаду ніздрів роздутий; вільний палець крила довгий (6.2–7.2 мм); пеніс вузький; передпліччя — 36–41 мм.

## Поширення
Країни проживання: Албанія, Андорра, Австрія, Азербайджан, Білорусь, Бельгія, Боснія і Герцеговина, Болгарія, Хорватія, Чехія, Данія, Естонія, Фінляндія, Франція, Грузія, Німеччина, Греція, Угорщина, Іран, Ірландія, Італія, Казахстан, Латвія, Ліхтенштейн, Литва, Люксембург, Молдова, Монако, Чорногорія, Нідерланди, Норвегія, Польща, Португалія, Румунія, Російська Федерація, Сан-Марино, Сербія, Словаччина, Словенія, Іспанія, Швеція, Швейцарія, Туреччина, Україна, Британія. Ендемік Європи, де він широко розповсюджений від 65 ° пн.ш. на південь до Середземного моря і на схід до західного Уралу і північного Кавказу. На півдні обмежений більш висотними місцями проживання. В Альпах материнські колонії перебувають до 1920 м над рівнем моря, місця зимової сплячки до 2350 м над рівнем моря.

## Особливості біології
Осілий вид. Селиться в розріджених листяних лісах або парках. Літні сховища — горища будівель або дупла дерев. Літні колонії зазвичай складаються з 10—50 самиць, іноді до 100. Взимку, як правило, поодинокі, хоча іноді можуть бути знайдені невеликі групи (2—3 тварини). Зимує в печерах, штольнях, будівлях. Виводкові колонії містять зазвичай до 10 особин. Самці та ялові самки тримаютья поодинці. 
Основу живлення складають різноманітні літаючі комахи, перш за все — метелики.

## Охорона
Вид занесений до Червоної книги України (охоронна категорія: вразливий), а також до Європейського Червоного списку (вразливий), Бернської (Додаток ІІ) і Боннської (Додаток ІІ) конвенцій. На регіональному рівні занесений до Червоних списків тварин Дніпропетровської, Закарпатської, Луганської, Сумської та Харківської областей.
В Україні загальний розмір популяції оцінюється в кілька десятків тисяч особин, але чисельність вуханів повсюди падає внаслідок забруднення і деградації середовища існування, знищення старих дуплястих дерев та інших сховищ. Охороняється в ряді природних заповідників, національних природних парків, заказників усіх природних зон.